# Patrik Rikl
Patrik Rikl, né le 6 janvier 1999, est un joueur de tennis tchèque.

## Vie personnelle
Patrik Rikl est le fils de l'ancien joueur de tennis tchèque David Rikl.

## Carrière

### Juniors
Patrik Rikl a remporté le titre en double juniors à Roland-Garros 2016 aux côtés de l'Israélien Yshai Oliel, en battant Chung Yun-seong et Orlando Luz en finale.

### Professionnel
Avec Petr Nouza, Patrik Rikl est finaliste du double à Stockholm en 2024, perdant contre Harri Heliövaara et Henry Patten en finale.
Patrik Rikl fait partie de l'équipe tchèque de la United Cup 2025, perdant les deux matchs de double mixte aux côtés de Gabriela Knutson. Avec Nouza, Rikl fait ses débuts en Grand Chelem à l'Open d'Australie 2025.
À Marrakech quelques mois plus tard, Rikl et Nouza battent Hugo Nys et Édouard Roger-Vasselin en finale en trois sets pour remporter leur premier titre sur le circuit ATP.

## Palmarès

### Titre en double messieurs (1)
| No | Date       | Nom et lieu du tournoi         | Catégorie | Dotation  | Surface      | Partenaire | Finalistes                      | Score    |          |
| -- | ---------- | ------------------------------ | --------- | --------- | ------------ | ---------- | ------------------------------- | -------- | -------- |
| 1  | 31-03-2025 | Grand Prix Hassan II Marrakech | ATP 250   | 596 035 € | Terre (ext.) | Petr Nouza | Hugo Nys Edouard Roger-Vasselin | 6-3, 6-4 | Parcours |

### Finale en double messieurs (1)
| No | Date       | Nom et lieu du tournoi            | Catégorie | Dotation  | Surface    | Partenaire                    | Finalistes | Score    |          |
| -- | ---------- | --------------------------------- | --------- | --------- | ---------- | ----------------------------- | ---------- | -------- | -------- |
| 1  | 14-10-2024 | BNP Paribas Nordic Open Stockholm | ATP 250   | 690 135 € | Dur (int.) | Harri Heliövaara Henry Patten | Petr Nouza | 7-5, 6-3 | Parcours |

## Parcours dans les tournois duGrand Chelem
| Année | Open d'Australie                                                               | Open d'Australie | Internationaux de France | Internationaux de France | Wimbledon | Wimbledon | US Open | US Open |
| ----- | ------------------------------------------------------------------------------ | ---------------- | ------------------------ | ------------------------ | --------- | --------- | ------- | ------- |
| 2025  | 1er tour (1/32) P. Nouza \|\| style="text-align:left;" \| S. Doumbia F. Reboul | —                | —                        |                          |           |           |         |         |

N.B. : le nom du partenaire se trouve sous le résultat ; les noms des ultimes adversaires se trouvent à droite.

## Classements ATP en fin de saison
| Année          | 2017 | 2018 | 2019 | 2020 | 2021 | 2022 | 2023 | 2024 |
| Rang en simple | 784  | 553  | 649  | 663  | 588  | 741  | 697  | 1773 |
| Rang en double | 372  | 444  | 1402 | 465  | 833  | 416  | 75   | 73   |

Source : (en) Classements de Patrik Rikl sur le site officiel de la Fédération internationale de tennis